# 악부시집

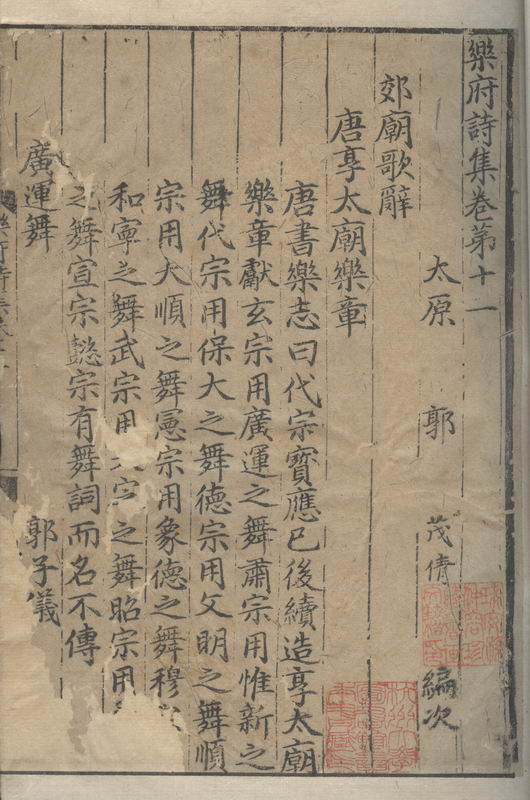

악부시집(樂府詩集)은 송나라 곽무청(郭茂倩) 편 시집이다. 100권으로 되어 있다.
태고부터 5대에 이르기까지의 악부시를 모두 수록한 것. 교묘가사(郊廟歌辭＝제사 때 부르는 노래)·연사가사(燕射歌辭＝연회 때 부르는 노래)와 같이 노래하는 경우에 따른 분류 외에 고취곡(鼓吹曲＝피리와 징을 사용)·횡취곡(橫吹曲＝피리)처럼 사용하는 악기에 따른 분류 등 여러 가지 분류법에 의해서 12류로 나뉘어 있다.  모두 고사(古辭)를 앞에, 모방작을 뒤로 연대순으로 배열하였고, 처음에 해제(解題)를 실었다. 해제는 널리 사료(史料)를 인용하고, 가사의 채록(採錄)도 망라해서 유래 연구 및 악부 연구에 필수의 것이 되고 있다.

## 배경
≪악부시집(樂府詩集)≫ 100권은 북송 곽무천(郭茂倩)이 편찬한 것으로, 당시 악부 시가가 보존되어 현재에까지 전할 수 있는 발판을 마련한 권위 있는 책이다. 시선집(詩選集)이나 사서(史書)에 산발적으로 기록되어 전해지던 선진(先秦)에서 당오대(唐五代)까지의 악부 문학을 성격과 용도, 시대에 따라 분류하고 정리한 현존하는 최고(最古)의 악부시 총집(總集)이다. 이렇듯 수록 범위가 넓고 유형이 다양해, 송 이전 중국 악부 문학의 전반적인 상황을 종합·정리한 악부 문학의 보고라 할 수 있다. 또한 곽무천이 ≪악부시집≫에서 사용한 12분류가 악장가사의 특징을 살려 비교적 개괄적이고 간략하게 구분한 것으로 평가된다. 현재에도 악부 분류는 대체로 곽무천의 것을 따른다. ≪악부시집≫이 인용한 각종 고대 악서(樂書)나 서적 대부분은 현재 전해지지 않아 고대 음악의 역사나 악부 변천 등을 연구하는 데 중요한 사료를 제공한다.
≪악부시집≫에는 총 5290편의 악부시가 수록되어 있는데 각 악부 가사의 내원, 용도, 음악적 특징에 따라 모두 12종류로 나뉘어 있다. 교묘가사(郊廟歌辭), 연사가사(燕射歌辭), 고취곡사(鼓吹曲辭), 횡취곡사(橫吹曲辭), 상화가사(相和歌辭), 청상곡사(淸商曲辭), 무곡가사(舞曲歌辭), 금곡가사(琴曲歌辭), 잡곡가사(雜曲歌辭), 근대곡사(近代曲辭), 잡가요사(雜歌謠辭), 신악부사(新樂府辭) 등이다. 대분류마다 각각 총서(總序)를 두어 해당 가사의 성격과 역사적 변천을 개괄했다. 총서 아래에는 다시 곡조마다 제해(題解)를 두어 해당 곡조나 가사의 원류, 내용 및 특징 등을 설명했다. 가사의 수록은 고사(古辭)가 전해지는 경우는 고사를 먼저 수록하고 시대별로 문인들의 모의작(模擬作)을 수록해서, 각 시대별·문인별 작품의 내용과 예술적 수용 및 변천 양상을 쉽게 알 수 있도록 했다.
기존의 악부시 선역이 주로 상화가사와 청상곡사 등을 중심으로 이루어진 데 반해, 이 책은 곽무천이 구분한 악부 12분류의 특징을 살려 각 분류별로 그 성격이 가장 잘 반영되어 있거나 문학사적인 대표 작품을 선별했다.